# Saint-Geniès-de-Malgoirès
Saint-Geniès-de-Malgoirès är en kommun i departementet Gard i regionen Occitanien i södra Frankrike. Kommunen ligger i kantonen Saint-Chaptes som tillhör arrondissementet Nîmes. År 2022 hade Saint-Geniès-de-Malgoirès 3 172 invånare.

## Befolkningsutveckling
Antalet invånare i kommunen Saint-Geniès-de-Malgoirès
Referens:INSEE